# Karl Wilhelm von Bormann
Karl Wilhelm Freiherr von Bormann (* 1. April 1796 in Senftenberg in der Niederlausitz; † 25. November 1874 in Brüssel) war ein deutsch-belgischer General.
Bormann diente zunächst in der königlich-sächsischen Artillerie und trat später als Hauptmann zur belgischen Artillerie über. Hier erfand er 1835 für die Schrapnells glatter Geschütze den ringförmigen Zeitzünder mit fester Satzdecke, an deren Stelle Breithaupt 1854 die drehbare Tempierplatte setzte. Bormann wurde 1859 in den belgischen Adelsstand erhoben.
Karl Wilhelm von Bormann starb am 25. November 1874.